# D.A.D: True Believer
D.A.D: True Believer er en dansk musikfilm fra 2008 skrevet og instrueret af Torleif Hoppe.
Filmen modtog prisen Årets Danske Musik-dvd ved GAFFA-Prisen i 2008.

## Handling
Torleif Hoppe har været D.A.D's femte medlem gennem de 25 år, bandet har eksisteret. Han har fulgt dem gennem op- og nedture og dokumenteret festerne, snakkene, diskussionerne, koncerterne, kriserne og triumferne. Det er disse optagelser, der nu er blevet til et personligt portræt af D.A.D.